# Hygrophila heinei
Hygrophila heinei är en akantusväxtart som beskrevs av Sreemadh.. Hygrophila heinei ingår i släktet Hygrophila och familjen akantusväxter. Inga underarter finns listade i Catalogue of Life.